# Tiến Lộc
Tiến Lộc là một xã thuộc huyện Hậu Lộc, tỉnh Thanh Hóa, Việt Nam.

## Diện tích và dân số
Xã Tiến Lộc có diện tích 7,64 km².
Dân số của xã Tiến Lộc:
- Theo Tổng điều tra dân số năm 1999: 9.807 người[1].
- Theo Tổng điều tra dân số năm 2009: 8.796 người với 2.455 hộ gia đình, gồm 4.337 nam và 4.959 nữ[2].

## Địa giới hành chính
Xã Tiến Lộc nằm ở phía tây của huyện Hậu Lộc.
- Phía đông giáp xã Lộc Sơn, huyện Hậu Lộc;
- Phía nam giáp xã Mỹ Lộc, huyện Hậu Lộc và các xã Hoằng Lương, Hoằng Trinh, huyện Hoằng Hóa;
- Phía tây giáp xã Triệu Lộc, huyện Hậu Lộc;
- Phía bắc giáp các xã Đại Lộc và Thành Lộc, huyện Hậu Lộc.

## Hành chính
Xã Tiến Lộc được chia thành 5 thôn: Bùi, Ngọ, Sơn, Thị Trang, Xuân Hội.